# Ischak Razzakow
Ischak Razzakowicz Razzakow (ros. Исхак Раззакович Раззаков, ur. 25 października 1910 we wsi Kulunda w obwodzie fergańskim, zm. 19 marca 1979 w Moskwie) – radziecki, uzbecki i kirgiski polityk, prezes Rady Ministrów Kirgiskiej SRR w latach 1945–1950, I sekretarz KC Komunistycznej Partii Kirgistanu w latach 1950–1961.

## Życiorys
Urodzony w górniczej rodzinie, w 1931 skończył Instytut Edukacji w Taszkencie, a w 1936 Instytut Gosplanu (Państwowej Komisji Planowania) w Moskwie. W latach 1939–1940 przewodniczący Państwowej Komisji Planowania przy Radzie Komisarzy Ludowych Uzbeckiej SRR, 1940-1944 zastępca przewodniczącego Rady Komisarzy Ludowych Uzbeckiej SRR, od 1941 równocześnie ludowy komisarz edukacji Uzbeckiej SRR, 1944-1945 sekretarz KC Komunistycznej Partii (bolszewików) Uzbekistanu. Od 14 listopada 1945 do 10 lipca 1950 prezes Rady Ministrów Kirgiskiej SRR, następnie do 9 maja 1961 I sekretarz KC Komunistycznej Partii Kirgistanu (KPK). 1961-1962 członek Państwowej Rady Gospodarczej ZSRR, 1962–1965 kierownik Wydziału Państwowego Naukowo-Gospodarczej Rady przy Radzie Ministrów ZSRR, a 1965–1967 – Komitetu Planowania Rady Ministrów ZSRR. 1952–1961 członek KC KPZR, deputowany do Rady Najwyższej ZSRR od 2 do 5 kadencji.

## Odznaczenia
- Bohater Republiki Kirgiskiej (pośmiertnie 29 grudnia 2010)
- Order Lenina (czterokrotnie)
- Order Czerwonego Sztandaru Pracy
- Order Czerwonej Gwiazdy
- Order Wojny Ojczyźnianej I klasy